# Combat de Bordils
 (septembre 2022).
Guerre des faucheurs
Guerre franco-espagnole
Batailles
- Les Avins (05-1635)
- Louvain (06-1635)
- Tornavento (06-1636)
- Îles de Lérins (03-1637)
- Leucate (08/09-1637)
- Yvois (1637)
- Getaria (08-1638)
- Thionville (06-1639)
- Salses (07-1639)
- Les Downs (10-1639)
- Turin (05-1640)
- Yvois (1639)
- Montjuïc (01-1641)
- Aire (1641)
- Honnecourt (05-1642)
- Rocroi (05-1643)
- Carthagène (09-1643)
- Lérida (05-1646)
- Bergues (08-1646)
- Dunkerque (09-1646)
- Lérida (05-1647)
- Lens (08-1648)
- Rethel (1650)
- Barcelone (1651-1652)
- Mouzon (1653)
- Bordils (12-1653)
- Arras (08-1654)
- Puycerda (10-1654)
- Landrecies (06-1655)
- Pavie (1655)
- Valenciennes (07-1656)
- Dunkerque (05-1658)
- Les Dunes (06-1658)
- Bergues (07-1658)

Le combat de Bordils, parfois écrit combat de Bordilly qui eut lieu le 3 décembre 1653, durant la guerre des faucheurs, oppose les troupes françaises aux troupes espagnoles, qui furent défaites.

## Préambule
Le 23 septembre 1653, les Espagnols ayant réussi à faire entrer dans Gérone un convoi de vivres et en raison des pertes subies par sa cavalerie à cause des grandes chaleurs estivales, le maréchal Charles de Monchy d'Hocquincourt décide de lever le siège de la ville le 25 septembre 1653. 

Les troupes se retirent en bon ordre et le maréchal ne songe désormais, pour le reste de la campagne, qu'à renforcer les places que les troupes franco-catalanes occupent.

## La bataille
Charles de Monchy d'Hocquincourt s'étant chargé de conduire à Roses un convoi de ravitaillement en vivres et en munitions, un détachement ennemi l'attaqua le 3 décembre 1653 aux alentours de Bordils. Le combat fut très violent et les troupes françaises, parmi elles le régiment d'Auvergne, défirent les troupes espagnoles, qui se replièrent à Gérone.

## Bilan et conséquences
Les troupes espagnoles perdirent 500 tués et laissèrent 800 prisonniers. Les pertes françaises ne sont pas indiquées.
Le maréchal entra dans Roses avec son convoi et mit la place en état de défense.